# Treignac
Treignac là một xã trong vùng Nouvelle-Aquitaine, thuộc tỉnh Corrèze, quận Tulle, tổng Treignac. Treignac nằm trên độ cao trung bình là 482 mét trên mực nước biển, có điểm thấp nhất là 375 mét và điểm cao nhất là 765 mét. Xã có diện tích 36,73 km², dân số vào thời điểm 1999 là 1.415 người; mật độ dân số là 38 người/km².

## Thông tin nhân khẩu
| 1962  | 1968  | 1975  | 1982  | 1990  | 1999  |
| ----- | ----- | ----- | ----- | ----- | ----- |
| 1 795 | 1 826 | 1 866 | 1 690 | 1 520 | 1 415 |

## Các thành phố kết nghĩa
- Neuendettelsau, Bayern, Đức